# ويليام إرنست سميث
ويليام إرنست سميث (بالإنجليزية: William Ernest Smith) هو سياسي أمريكي، ولد في 1 يوليو 1890 بساندي في الولايات المتحدة، وتوفي في 4 أبريل 1973 بسولت ليك في الولايات المتحدة.